# Callithrix emiliae
Callithrix emiliae är en primat i släktet silkesapor som förekommer i Brasilien. Arten tillhör undersläktet Mico som ibland godkänns som släkte.

## Utbredning
Artens utbredningsområde ligger i delstaterna Mato Grosso och Pará i centrala Brasilien. Callithrix emiliae lever främst i regnskogar och dessutom vistas den i andra skogar och i trädgrupper som är en del av savanner med buskar.

## Utseende
Denna silkesapa har en genomsnittlig kroppslängd (huvud och bål) av 21,6 cm, en svanslängd av omkring 34,1 cm och en genomsnittlig vikt av 335 g. Arten har liksom andra silkesapor tår som är utrustade med klor, undantag stortån. Arten har i princip samma utseende som Callithrix melanurus med undantag av munnen som är rosa med enstaka mörka punkter. Dessutom saknas en vit strimma på låren. Silvergrå päls förekommer vid axlarna och på ryggens topp. Den går stegvis över till stjärtens mörk orangebruna päls. Huvudet kännetecknas av en svartaktig fläck på hjässan medan pälsen på kinderna och hakan samt ögonbrynen är vita. Callithrix emiliae har endast korta bruna hår på öronen men inga tofsar. Närmast händer och fötter är pälsen på extremiteterna mörkbrun. Svansen har ett kort orangebrunt avsnitt nära bålen och resten är svart.

## Ekologi
Callithrix emiliae har allmänt samma levnadssätt som andra silkesapor.  Den äter främst naturgummi. Ofta följer en tamarin av arten Saguinus fuscicollis efter silkesapan för att äta det som Callithrix emiliae lämnar kvar. Liksom hos andra kloapor föds två ungar per kull. Födan kompletteras med frukter, nektar och små djur.